# كريستينا لوندبيرغ
كريستينا لوندبيرغ (بالسويدية: Kristina Lundberg)‏ هي لاعبة هوكي الجليد سويدية، ولدت في 10 يونيو 1985 في Husum, Sweden ‏ في السويد.

## وصلات خارجية
- كريستينا لوندبيرغ على موقع EliteProspects.com (الإنجليزية)
- كريستينا لوندبيرغ على موقع Eurohockey.com (الإنجليزية)
- كريستينا لوندبيرغ على موقع أوليمبيديا (الإنجليزية)
- كريستينا لوندبيرغ على موقع اللجنة الأولمبية السويدية (السويدية)